# Medusa (Vale Lambo)
Medusa è il singolo di debutto del rapper italiano Vale Lambo, pubblicato il 19 dicembre 2017 come primo estratto dal primo album in studio Angelo.

## Tracce
1. Medusa – 4:05

## Remix
Il 22 giugno 2018 è stato pubblicato Medusa RMX, il remix ufficiale del singolo, con la partecipazione di Gué Pequeno. Il brano fa parte dell'EP Medusa Deluxe.

### Video musicale
Il videoclip del remix con Gué Pequeno è stato pubblicato il 22 giugno 2018 sul canale YouTube di Vale Lambo.

### Tracce
1. Medusa RMX (feat. Gué Pequeno) – 3:56